# Федельм
Фе́дельм (также Фе́йдельм; ирл. Fedelm или Feidelm) — пророчица и филид в Уладском цикле ирландской мифологии. В саге «Похищение быка из Куальнге» она предвещает гибель армии Медб и Айлиля мак Мата. Прорицательница с таким именем появляется и в другом тексте из Уладского цикла, где она связана с Кухулином.

## Похищение быка из Куальнге
Эпизод встречи Медб с пророчицей Федельм присутствует во всех известных редакциях «Похищения быка из Куальнге» в почти неизменном виде. Готовясь ко вторжению в Ольстер, королева Медб и Айлиль мак Мата, правители Коннахта, собрали большую армию из всех четырёх провинций Ирландии. Отправляясь в путь, они встретили на дороге Федельм, прекрасную юную девушку с золотыми волосами, которая шла рядом с колесницей и ткала бахрому. В Первой редакции девушка называет себя поэтессой (banfhili) из Коннахта и говорит, что возвращается из Альбы (название Шотландии на гэльском) после обучения поэтическому искусству, во Второй редакции — пророчицей (banfáid) из Сид Круахан. Предполагается, что Федельм могла быть ученицей легендарной шотландской воительницы Скатах, у которой обучался воинским искусствам Кухулин и которая также была прорицательницей. Медб просит Федельм предсказать судьбу армии (что также может быть истолковано как просьба о благословении), и Федельм предсказывает кровопролитие: «Красное вижу на всех, алое вижу…» Медб отказывается принимать это, зная, что улады охвачены таинственной немощью, и несколько раз повторяет свою просьбу, однако ответ прорицательницы остается прежним. Она описывает в «вещей песни» грядущую битву, в которой самым страшным противником войска Медб будет Кухулин.

## Имя и другие появления
Предполагается, что имя «Федельм» происходит от протокельтского *w(e)id — «знать, видеть» — и, таким образом, соответствует роли персонажа в «Похищении быка из Куальнге». Она сопоставляется с Веледой, пророчицей, описанной Тацитом. Имя не является слишком редким, «Похищение» и другие источники упоминают Федельм Нойкрутах, дочь Конхобара мак Несса. Вероятно, оно связано с распространенным мужским именем Федлимид.
Хотя имя не уникально, не исключено, что Федельм из «Похищения» может являться одним персонажем с Федельм Прекрасноволосой (Foltcháin), которая появляется в коротком ирландском тексте, известном как «Ces Ulad» («Болезнь уладов»). Сохранившаяся копия текста несовершенна, поэтому переводы Вернама Халла и Джона Кэри отличаются во многих деталях. Рассказывается, что однажды (до вторжения Медб) Кухулин со своим возничим Лаэгом отправляется к реке Бойн, чтобы научиться имбас форосны (ирл. imbas forosnai) — особой технике экстатического вдохновения, открывающей для филида тайное знание, которая упоминается в отношении Федельм в Первой редакции «Похищения» — (в переводе Кэри) или получить «богатства» (в переводе Халла). Поиск имбас более вероятен в исходном ирландском тексте, так как берега реки могут служить местом получения поэтической мудрости — в таком качестве о них говорится, к примеру, в тексте «Immacallam in Dá Thuarad».
На противоположном берегу стоят Федельм и её муж Элкмар, они замечают незваных гостей и их колесницу. Когда Кухулин пытается поймать копьем лосося, Элкмар заходит в воду и швыряет в колесницу каменный столб, но Кухулин отрезает ему большие пальцы. Федельм затем изрекает пророчество (у Халла — «обещает») о том, что она появится обнаженной перед уладами и станет любовницей Кухулина. Так и происходит через год и один день. Текст заканчивается утверждением, что именно появление Федельм перед уладами стало причиной их загадочной немощи. Такое объяснение значительно отличается от приведенного в «Noinden Ulad» и связанных текстах.